# 30 avril en sport
30 mars 30 mai
Chronologies thématiques
- Croisades
- Ferroviaires
- Disney

Le 30 avril (120e jour de l'année ou 121e en cas d'année bissextile) en sport.

## Événements

### XIXesiècle
- 1855
  - (Équipement sportif /Cricket) : inauguration du stade de Bramall Lane ou un match de cricket est organisé entre Sheffield et le Sussex
- 1859
  - (Omnisports) : premier numéro du journal sportif anglais Sporting Life[1].
- 1899
  - (Rugby à XV/Championnat de France) : le Stade bordelais remporte la finale du championnat de France 5-3 face au Stade français, c'est le 1er titre du club.

### XXesièclede1901à1950
- 1937
  - (Football) : Preston North End FC remporte la Coupe d’Angleterre en s’imposant en finale face à Huddersfield Town FC, 1-0. Première retransmission de la finale de la FA Cup anglaise en intégralité et en direct sur la BBC. On estime à 10 000 le nombre des téléspectateurs, pour 93 497 spectateurs à Wembley.
- 1939
  - (Rugby à XV) : le Biarritz olympique remporte la finale du championnat de France 6-0 face au USA Perpignan.
- 1949
  - (Football) : Wolverhampton Wanderers remporte la Coupe d'Angleterre face à Leicester City, 3-1.

### XXesièclede1951à2000
- 1960
  - (Athlétisme) : John Thomas établit un nouveau record du monde du saut en hauteur à 2,17 mètres.
- 1986
  - (Football /Coupe de France) : Les Girondins de Bordeaux remportent la Coupe de France en s'imposant 3-0 face à l'Olympique de Marseille pour la 2e fois.
- 1993
  - (Tennis /WTA Tour) : au Tournoi de Hambourg, un déséquilibré poignarde la joueuse de tennis Monica Seles en plein match.
- 1994 :
  - (Football /Championnat de France) : le Paris Saint-Germain est champion de France pour la 2e fois.
  - (Football) : dernier match debout pour les fans de Liverpool FC dans le « Kop » d'Anfield, ancienne formule.
  - (Football /Championnat des Pays-Bas) : l'Ajax Amsterdam est champion des Pays-Bas pour la 24e fois.
- 1995
  - (Sport automobile /Formule 1) : Grand Prix automobile de Saint-Marin qui se déroulait sur le circuit Enzo et Dino Ferrari, victoire de l'allemand Michael Schumacher sur une Benetton-Renault.

### XXIesiècle
- 2005 :
  - (Football) : le RC Strasbourg remporte la Coupe de la Ligue en s'imposant 2-1 face au SM Caen.
- 2021 :
  - (Basket-ball /EuroCoupe) : en finale retour, de l'EuroCoupe, Monaco bat Kazan 86-83. Le club de la Principauté décroche le premier trophée européen de son histoire. En finale aller, mardi, Monaco s'était imposé à domicile 89-87[2].

## Naissances

### XIXesiècle
- 1864 :
  - Georges Durand, homme d'affaires français. Créateur des 24 Heures du Mans. († 3 mai 1941).
  - Léonce Girardot, pilote de courses automobile français. († 8 septembre 1922).
- 1875 :
  - Julien Brulé, archer français. Champion olympique du berceau 50m,  médaillé d'argent du berceau 50m par équipes, du berceau 33m par équipes puis médaillé de bronze du berceau 28m par équipes aux Jeux d'Anvers 1920. († ?).
  - Friedrich Opel, pilote de courses automobile puis industriel allemand. († 30 août 1938).
- 1877 :
  - Léon Flameng, cycliste sur piste français. Champion olympique des 100 km, médaillé d'argent des 10 km et médaillé de bronze de la vitesse individuelle lors des Jeux de Athènes 1896. († 2 janvier 1917).
- 1878 :
  - Fernand Gabriel, pilote de courses automobile français. († 9 septembre 1943).
- 1881 :
  - Tom Burridge, footballeur anglais. Champion olympique aux Jeux de Paris 1900. († 16 septembre 1965).
- 1888 :
  - David Jacobs, athlète de sprint britannique. Champion olympique du relais 4×100m aux Jeux de Stockholm 1912. († 6 juin 1976).

### XXesièclede1901à1950
- 1902 :
  - Peregrino Anselmo, footballeur puis entraîneur uruguayen. Champion olympique aux Jeux d'Amsterdam 1928. Champion du monde de football 1930. (8 sélections en équipe nationale). († 27 octobre 1975).
- 1910 :
  - Kurt Kuhnke, pilote de courses automobile allemand. († 8 février 1969).
  - Georges Rose, footballeur français. (1 sélection en équipe de France). († 1997).
- 1920 :
  - Duncan Hamilton, pilote de F1 et de courses automobile d'endurance britannique. Vainqueur des 24 Heures du Mans 1953. († 13 mai 1994).
- 1926 :
  - Hippolyte Van den Bosch, footballeur puis entraîneur belge. (8 sélections en équipe nationale). Sélectionneur de l'équipe du Venezuela de 1986 à 1989. († 1er décembre 2011).
- 1928 :
  - Peter Nöcker, pilote de courses automobile allemand. († 7 octobre 2007).
- 1934 :
  - Don McKenney, hockeyeur sur glace canadien.
- 1944 :
  - Max Cohen-Olivar, pilote de courses automobile d'endurance marocain. († 21 mai 2018).
- 1946 :
  - Don Schollander, nageur américain. Champion olympique du 100m, du 400m nage libre et des relais 4×100m et 4×200m nage libre aux Jeux de Rome 1960 puis champion olympique du relais 4×200m nage libre et médaillé d'argent du 200m nage libre aux Jeux de Mexico 1968.
  - Rick Weitzman, basketteur américain.
- 1948 :
  - Pierre Pagé, entraîneur de hockey sur glace canadien.
  - Margit Papp, athlète d'épreuves combinées hongroise. Championne d'Europe d'athlétisme du pentathlon 1978.
- 1949 :
  - Karl Meiler, joueur de tennis allemand. († 17 avril 2014).

### XXesièclede1951à2000
- 1957 :
  - Éric Daniel, volleyeur puis entraîneur français. Sélectionneur de l'équipe de France de 1983 à 1984 et de 1985 à 1988.
  - Héctor Zelada, footballeur argentin. Champion du monde de football 1986.
- 1960 :
  - Claude Bergeaud, entraîneur de basket-ball français. Médaillé de bronze au Championnat d'Europe de basket-ball 2005.
- 1961 :
  - Arnór Guðjohnsen, footballeur islandais. (73 sélections en équipe nationale).
  - Isiah Thomas, basketteur américain. (9 sélections en équipe nationale).
  - Eric Van Lancker, cycliste sur route belge. Vainqueur de l'Amstel Gold Race 1989 et Liège-Bastogne-Liège 1990.
- 1962 :
  - Nikolaï Fomenko, pilote de courses automobile et artiste russe.
  - Philippe Salini, pilote de courses automobile d'endurance et homme d'affaires français.
- 1963 :
  - Michael Waltrip, pilote de courses automobile d'endurance et de NASCAR américain.
- 1964 :
  - Ian Healy, joueur de cricket australien. (119 sélections en test cricket).
  - Lorenzo Staelens, footballeur puis entraîneur belge. (70 sélections en équipe nationale).
- 1965 :
  - Rolf Sørensen, cycliste sur route danois. Médaillé d'argent de la course en ligne aux Jeux d'Atlanta 1996. Vainqueur du Tour des Pays-Bas 1998, de Paris-Tours 1990, de Liège-Bastogne-Liège 1993 et du Tour des Flandres 1997.
- 1969 :
  - Jérôme Cazalbou, joueur de rugby français. Vainqueur de la Coupe d'Europe 1996. (4 sélections en Équipe de France de rugby à XV).
- 1973 :
  - Michael Blaudzun, cycliste sur route danois.
  - Jamie Staff, cycliste sur piste et de BMX britannique. Champion olympique de la vitesse par équipes aux Jeux de Pékin 2008. Champion du monde de cyclisme sur piste de la vitesse par équipes 2002, 2004 et 2005. Champion du monde de BMX de la course élite 1996.
- 1975 :
  - Darren Manning, pilote de courses automobile britannique.
  - David Moncoutié, cycliste sur route français.
- 1979 :
  - Robert Bell, pilote de courses automobile britannique.
- 1980 :
  - Tania Lamarca, gymnaste rythmique espagnole. Championne olympique par équipes aux Jeux d'Atlanta 1996. Championne du monde de gymnastique rythmique de 3 Ballons + 2 Rubans 1995 et 1996.
  - Luis Scola, basketteur argentin. Champion olympique aux Jeux d'Athènes 2004 puis médaillé de bronze aux Jeux de Pékin 2008.
- 1981 :
  - John O'Shea, footballeur irlandais. Vainqueur de la Ligue des champions 2008. (102 sélections en équipe nationale).
- 1982 :
  - Mario Lička, footballeur tchèque. (3 sélections en équipe nationale).
  - Marcel Sieberg, cycliste sur route allemand.
- 1983 :
  - Aaron Johnson, hockeyeur sur glace canadien.
  - Yun Mi-jin, archère sud-coréenne. Championne olympique en individuelle et par équipes aux Jeux de Sydney 2000 puis championne olympique par équipes aux Jeux d'Athènes 2004. Championne du monde de tir à l'arc individuelle et par équipes 2003 puis championne du monde de tir à l'arc par équipes 2005.
- 1984 :
  - Jean Calvé, footballeur français.
  - Álex Urtasun, basketteur espagnol.
  - Txemi Urtasun, basketteur espagnol.
- 1985 :
  - Brian Baker, joueur de tennis américain.
  - Brandon Bass, basketteur américain.
  - Jonathan Lobert, régatier français. Médaillé de bronze en finn aux Jeux de Londres 2012.
  - Michael Mørkøv, cycliste sur route et sur piste danois. Champion du monde de cyclisme sur piste de l'américaine 2009.
  - Anthony Scaramozzino, footballeur français.
- 1986 :
  - Nikolina Kovačić, volleyeuse croate. (22 sélections en équipe nationale).
  - Leonel Paulo, basketteur angolais. Champion d'Afrique de basket-ball 2009 et 2013. (62 sélections en équipe nationale).
  - Willem Petrus Nel, joueur de rugby écossais. (15 sélections en équipe nationale).
- 1987 :
  - Arnaud Dorier, joueur de rugby français.
  - Motu Matu'u, joueur de rugby néo-zélandais-samoan. (7 sélections avec l'équipe de Samoa).
  - Kazuya Ōshima, pilote de courses automobile japonais.
  - Stojanče Stoilov, handballeur macédonien. Vainqueur des Ligue des champions masculine 2017 et 2019. (56 sélections en équipe nationale).
- 1988 :
  - Jacques Alingue, basketteur français.
  - Loïc Chauvet, footballeur français.
- 1990 :
  - Kristoffer Pallesen, footballeur danois.
- 1991 :
  - Connor Jaeger, nageur américain. Médaillé d'argent du 1 500m nage libre aux Jeux de Rio 2016.
  - Christopher Kreider, hockeyeur sur glace américain. (31 sélections en équipe nationale).
  - Laëtitia Philippe, footballeuse française. (4 sélections en équipe de France).
  - Edward Theuns, cycliste sur route belge.
  - Assia Zouhair, footballeuse internationale marocaine.
- 1992 :
  - Finn Lemke, handballeur allemand. Médaillé de bronze aux Jeux de Rio 2016. Champion d'Europe masculin de handball 2016. (25 sélections en équipe nationale).
  - Marc-André ter Stegen, footballeur allemand. (4 sélections en équipe nationale).
- 1994 :
  - Olivia Époupa, basketteuse française. Médaillée d'argent au CE de basket-ball féminin 2015. (18 sélections en équipe de France).
  - Jakub Mareczko, cycliste sur route italien.
  - Luigi Randazzo, volleyeur italien. Vainqueur du Challenge Cup 2011
- 1997 :
  - Sam Lammers, footballeur néerlandais.
  - T. J. Leaf, basketteur américano-israélien.
- 1999 :
  - Idar Andersen, cycliste sur route norvégien.
  - Thomas Basila, footballeur français.
  - Daniel Bielica, footballeur polonais.
  - Ange Capuozzo, joueur de rugby italien. (12 sélections en équipe nationale).
  - Callum McCowatt, footballeur néo-zélandais.
- 2000 :
  - William Bianda, footballeur français.
  - Dean James, footballeur néerlandais.

### XXIesiècle
- 2001 :
  - Kamilla Cardoso, basketteuse brésilienne.
  - Nathan Collins, footballeur irlandais.
  - Fatima Ezzahra Akif, footballeuse internationale marocaine.
- 2003 :
  - Kuryu Matsuki, footballeur japonais.

## Décès

### XXesièclede1901à1950
- 1931 :
  - Sammy Woods, 64 ans, joueur de cricket et joueur de rugby à XV anglais. (6 sélections en test cricket et 13 sélections avec l'Équipe d'Angleterre de rugby à XV). (° 14 avril 1867).
- 1939 :
  - Frank Haller, boxeur américain. Médaillé d'argent des -56,7 kg aux Jeux de Saint-Louis 1904. (° 6 janvier 1883).
- 1941 :
  - Edgar Aabye, 75 ans, tireur à la corde danois. Champion olympique aux Jeux de Paris 1900. (° 16 septembre 1865).
- 1947 :
  - Yngvar Bryn, 65 ans, athlète de sprint et patineur artistique de couple norvégien. Médaillé d'argent en couple aux Jeux d'Anvers 1920. (° 17 décembre 1881).

### XXesièclede1951à2000
- 1954 :
  - Christian Dauvergne, 63 ans, pilote automobile de Grand Prix et d'endurance français. (° 26 novembre 1890).
- 1971 :
  - Albin Stenroos, 82 ans, athlète de fond finlandais. Médaillé d'argent du cross par équipes et de bronze du 10 000m aux Jeux de Stockholm 1912 puis champion olympique du marathon aux Jeux de Paris 1924. (° 24 février 1889).
- 1989 :
  - Pierre Lewden, 88 ans, athlète de sauts français. Médaillé de bronze de la hauteur aux Jeux de Paris 1924. (° 21 février 1901).
- 1990 :
  - Mario Pizziolo, 80 ans, footballeur italien. Champion du monde de football 1934. (12 sélections en équipe nationale). (° 7 décembre 1909).
- 1994 :
  - Roland Ratzenberger, 33 ans, pilote de courses automobile autrichien. (° 4 juillet 1960).
- 2000 :
  - Richard Tsimba, 34 ans, joueur de rugby à XV rhodésien puis zimbabwéen. (5 sélections avec l'équipe du Zimbabwe). (° 9 juillet 1965).

### XXIesiècle
- 2001 :
  - Andreas Kupfer, 86 ans, footballeur allemand. (44 sélections en équipe nationale). (° 7 mai 1914).
- 2003 :
  - Possum Bourne, 47 ans, pilote de rallye automobile néo-zélandais. (12 victoires en rallye). (° 13 avril 1956).
- 2004 :
  - Jeff Butterfield, 74 ans, joueur de rugby à XV anglais. Vainqueur du Grand Chelem 1957. (28 sélections en équipe nationale). (° 30 août 1929).
- 2006 :
  - Corinne Rey-Bellet, 33 ans, skieuse alpine suisse. (° 2 août 1972).
- 2011 :
  - Emilio Navarro, 105 ans, joueur de baseball portoricain. (° 26 septembre 1905).
  - Eddie Turnbull, 88 ans, footballeur puis entraîneur écossais. (9 sélections en équipe nationale). (° 12 avril 1923).
- 2012 :
  - Alexander Dale Oen, 26 ans, nageur norvégien. Médaillé d'argent du 100 m brasse aux Jeux de Pékin 2008. Champion du monde de natation du 100 m brasse 2011. Champion d'Europe de natation du 100 m brasse 2008, 2010 et 2011. (° 21 mai 1985).
- 2017 :
  - Preston Henn, 86 ans, pilote de courses automobile américain. (° 20 janvier 1931).
- 2020 :
  - Jean-Marc Manducher, 71 ans, dirigeant de rugby à XV français. Président de l'US Oyonnax de 1995 à 2015 puis vice-président de Ligue nationale de rugby entre 2012 et 2020. (° 4 août 1948).